# Луши-Монфан
Луши́-Монфа́н (фр. Louchy-Montfand) — коммуна во Франции, находится в регионе Овернь. Департамент коммуны — Алье. Входит в состав кантона Сен-Пурсен-сюр-Сиуль. Округ коммуны — Мулен.
Код INSEE коммуны — 03149.

## Население
Население коммуны на 2008 год составляло 453 человека.
| 1962 | 1968 | 1975 | 1982 | 1990 | 1999 | 2008 |
| ---- | ---- | ---- | ---- | ---- | ---- | ---- |
| 371  | 385  | 348  | 361  | 378  | 424  | 453  |

## Экономика
Основу экономики составляет виноделие.
В 2007 году среди 288 человек в трудоспособном возрасте (15—64 лет) 216 были экономически активными, 72 — неактивными (показатель активности — 75,0 %, в 1999 году было 77,1 %). Из 216 активных работали 208 человек (114 мужчин и 94 женщины), безработных было 8 (1 мужчина и 7 женщин). Среди 72 неактивных 31 человек были учениками или студентами, 26 — пенсионерами, 15 были неактивными по другим причинам.

## Достопримечательности
- Романская церковь Сен-Пурсен. Исторический памятник. В 2004 году были обнаружены фрески.
- Замок Монфан (XIV век). Исторический памятник.